# Stefano Tonut
Stefano Tonut, né le 7 novembre 1993 à Cantù, en Italie, est un joueur italien de basket-ball, évoluant au poste d'arrière.

## Biographie
Stefano Tonut est le fils du basketteur Alberto Tonut. Il est formé chez les jeunes d'Azzura Trieste, puis de Falconstar Monfalcone, où il fait ses débuts avec l'équipe masculine du club en troisième division amateur italienne lors de la saison 2010-2011.
Il rejoint Pallacanestro Trieste où il joue pour la première fois en Serie A2 (en), la deuxième division, lors de la saison 2012-2013.
Il est transféré au Venise en juillet 2015. Lors de sa première saison avec l'équipe, il dispute 34 matchs de Serie A (première division), marquant en moyenne 2,8 points par match. Il devient champion d'Italie en 2017 et 2019.
Stefano Tonut est nommé MVP du championnat d'Italie lors de la saison 2020-2021, avec des moyennes de 15,6 points, 3,9 rebonds et 2,9 passes décisives.
Le 25 juin 2022, il signe un contrat de deux ans avec le champion d'Italie en titre, l'Olimpia Milan. Il remporte deux titres de champion avec le club milanais en 2023 et 2024.

## Équipe nationale
Il fait ses débuts avec l'équipe d'Italie des moins de 20 ans lors du championnat d'Europe des moins de 20 ans 2013 le 9 juillet, inscrivant 6 points lors d'une victoire contre la France. Il remporte la compétition en battant la Lettonie en finale, marquant 10 points.
Le 1er juin 2016, il est convoqué pour la première fois en équipe nationale par le sélectionneur Ettore Messina en préparation du tournoi préolympique 2016 à Turin.
Il participe aux Jeux olympiques 2020, à l'été 2021, au Japon.
En août 2023, Tonut est sélectionné par l'entraîneur Gianmarco Pozzecco pour participer à la coupe du monde au Japon, aux Philippines et en Indonésie. dans laquelle les Azzurri terminent à la huitième place.

## Palmarès
- Champion d'Italie 2017, 2019, 2023, 2024
- Coupe d'Italie 2020
- Supercoupe d'Italie 2024
- Coupe d'Europe FIBA 2018
- Vainqueur du championnat d'Europe des moins de 20 ans 2013
- MVP du championnat d'Italie 2021